# دتروج
دتروج (به انگلیسی: Detroj) روستایی در بخش احمدآباد، ایالت گجرات، هند است. این روستا مرکز تالوکای دتروج-رمپورا است که در سال ۲۰۰۰ تأسیس شد.